# Deimos (satélite)
Deimos (del griego Δείμος, «terror») es el más pequeño y externo de los dos satélites de Marte y uno de los satélites más pequeños que han recibido nombre, llamado así por Deimos, un personaje de la mitología griega. En rotación síncrona con el planeta, recorre una órbita casi circular, muy próxima al plano ecuatorial marciano, en 30,3 horas: un periodo ligeramente superior a la rotación del planeta rojo. Es de forma irregular. Tiene un diámetro medio de 12,4 km, una masa estimada de 1,4762×1015 kg y una densidad media de 1471 kg/m³. Su composición, supuesta similar a la de los asteroides de tipo D  y los núcleos cometarios extintos, plantea serias dificultades a los estudiosos que tratan de explicar su origen.

## Historia

### Descubrimiento y denominación
Asaph Hall descubrió Deimos el 12 de agosto de 1877 —aunque las fuentes de la época, siguiendo la convención astronómica imperante antes de 1925 que establecía que el día comenzaba al mediodía, señalan el descubrimiento el día 11— con el telescopio refractor de 26 pulgadas del observatorio naval de los Estados Unidos en Washington, el más potente por entonces e inaugurado cuatro años antes. En esa época, Hall estaba buscando sistemáticamente los supuestos satélites de Marte. El 10 de agosto ya había visto uno de los satélites, pero, debido al mal tiempo, no consiguió identificarlo al día siguiente.
El nombre fue sugerencia de Henry Madan (1838-1901), Science Master de Eton, y recuerda a uno de los personajes que acompañan a Ares a la batalla en el libro XV de la Ilíada. Ares es el equivalente griego del dios romano Marte.

### Observaciones posteriores
El tamaño y las características orbitales de los satélites de Marte han limitado durante mucho tiempo su observación a solo las ocasiones favorables: cuando el planeta está en oposición y los dos satélites alcanzan elongaciones adecuadas —que concurren cada dos años aproximadamente— o cuando las condiciones son particularmente favorables —verificándose más o menos cada dieciséis años—. La primera configuración favorable ocurrió en 1879. Muchos observadores de todo el mundo participaron en las observaciones con el fin de determinar con precisión las órbitas de los dos satélites.
En los cuarenta años siguientes, entre 1888 y 1924, la mayoría de las observaciones (más del 85 % del total) se hicieron en dos observatorios estadounidenses: el Observatorio Naval de los Estados Unidos y el Observatorio Lick. Entre sus objetivos, se encontraba la determinación de la dirección de rotación del planeta. Entre 1926 y 1941 solo continuó las observaciones el primero de los observatorios, con 311. A partir de 1941 las observaciones solo se hicieron con técnicas fotográficas.
Se hicieron pocos o nulos avances en los siguientes quince años. La investigación se reanudó en 1956 encaminada principalmente a la identificación de nuevos satélites, avivada desde 1945 por los trabajos de Bevan Sharpless (1904-1950) quien calculó que el compañero de Deimos, Fobos, estaba reduciendo su semieje mayor. El interés que suscitó este hecho condujo a nuevas observaciones astronométricas de ambos satélites durante los años sesenta y setenta.
En 1988, coincidiendo con las misiones soviéticas del programa Phobos, Kudriávtsev y sus colegas llevaron a cabo varias observaciones. Sin embargo, durante los siguientes diez años, los satélites no fueron objeto de observaciones, hasta 2003, cuando miembros del Observatorio Lowell hicieron observaciones muy precisas. En 2005 observaron ambos satélites con el radiotelescopio de Arecibo que produjo la estimación de la densidad de algunos materiales de la superficie.

## Características

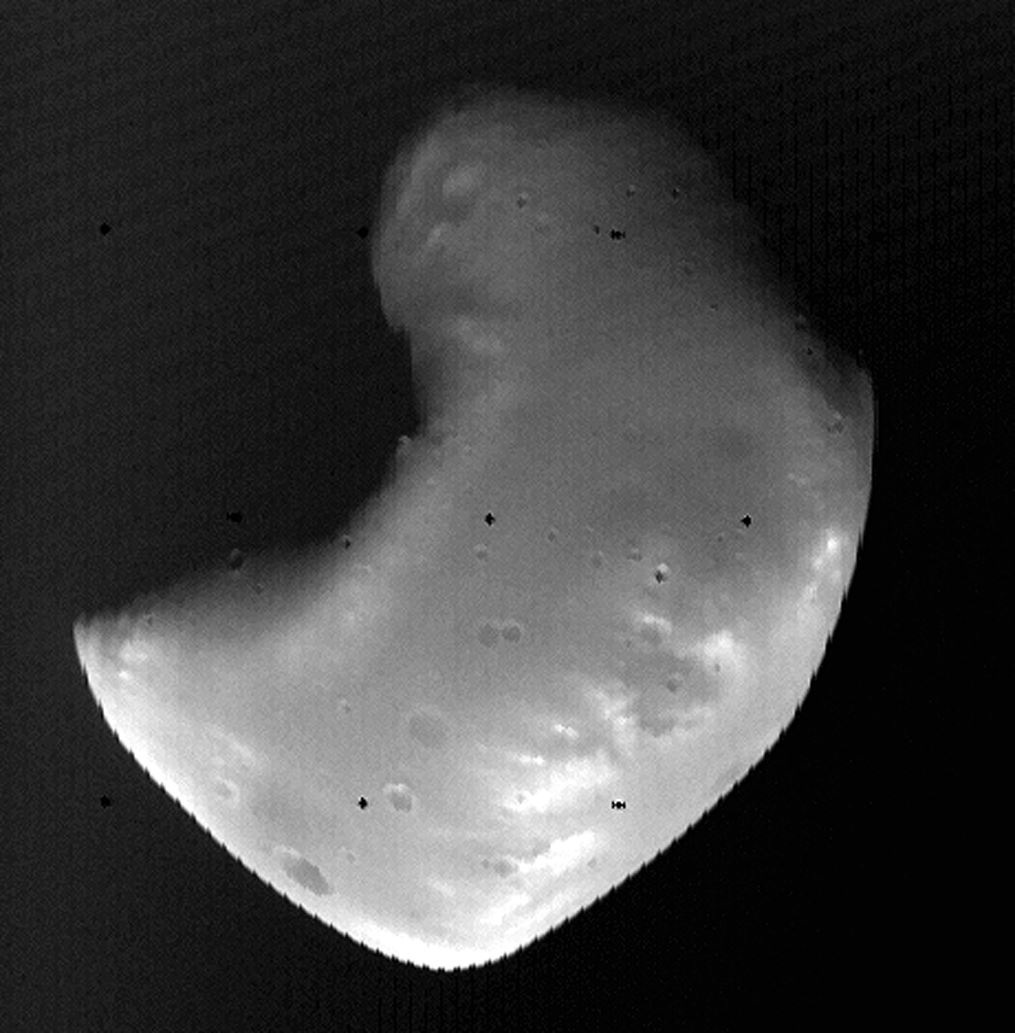
Imagen de Deimos tomada por el Viking I.

Deimos es probablemente un asteroide, cuya órbita fue perturbada por la gravedad de Júpiter, de manera que fue capturado por Marte, aunque esta teoría aún se halla bajo cierta controversia. Como la mayoría de los cuerpos de tamaño comparable, Deimos posee una forma muy irregular, midiendo 15x12x10 km.
Deimos se compone de roca rica en carbono, muy similar a los asteroides de tipo C (condrita carbonácea), y de hielo. Posee cráteres, pero su superficie es notablemente más lisa que la de Fobos, debido al llenado parcial de sus cráteres con regolito. El regolito es altamente porosa y tiene una densidad estimada por radar de solo 1,471 g/cm3.
Visto desde Deimos, Marte sería 1000 veces más grande y 400 veces más brillante que la Luna llena vista desde la Tierra, ocupando 1/11 de la anchura de un hemisferio celeste.
Visto desde Marte, Deimos tiene un diámetro angular no mayor de 2,5', de modo que a simple vista aparece como una estrella. En su momento de más brillo ("luna llena") se ve más o menos igual de brillante que Venus desde la Tierra. En el cuarto creciente o menguante sería tan brillante como Vega. Cuando Deimos pasa por delante del Sol, su diámetro angular es solo unas 2,5 veces el diámetro angular de Venus durante el tránsito de este visto desde la Tierra.
Al contrario que Fobos, que orbita tan rápidamente que de hecho sale por el Oeste y se pone por el Este, Deimos sale por el Este y se pone por el Oeste. Sin embargo, el periodo orbital de Deimos (aproximadamente 30,5 horas) excede el día solar marciano (unas 24,5 horas) por tan poco tiempo que pasan 2,7 días desde la salida hasta la puesta, para un observador ecuatorial.
Debido a su órbita, que es relativamente cercana a Marte y con solo una pequeña inclinación respecto al ecuador marciano, Deimos no puede ser observado desde latitudes marcianas superiores a 83,7°. Sin embargo en las mejores oposiciones (como en los años 2003 y 2005) puede ser capturado con cámaras CCD en sus mayores elongaciones.
La velocidad de escape de Deimos es de 5,6 m/s. En teoría, esta velocidad podría ser alcanzada por un humano realizando un salto vertical. La magnitud aparente de Deimos es 12,45.

## Observación y exploración

### Observación desde la Tierra
La observación de Deimos desde la Tierra se ve obstaculizada por su pequeño tamaño y su proximidad al planeta rojo. Es solo visible durante un periodo limitado de tiempo cuando Marte está cerca de la oposición  y aparece como un objeto puntiforme sin que sea posible resolverlo. En tales circunstancias, alcanza la magnitud 12,8. Fobos, en comparación, llega al valor 11,6  y Marte, un millón de veces más brillante que Deimos, la -2,8. Además, Fobos y Deimos durante la oposición presentan una separación de 24,6 y 61,8 segundos de arco del planeta respectivamente. Esto hace que sea más fácil observar Deimos que Fobos.
Para observarlo en condiciones favorables, es necesario disponer de un telescopio de al menos 12 pulgadas (30,5 cm). Un objeto que oculte el brillo del planeta y un dispositivo para la toma de imágenes como placas fotográficas o CCD, con exposiciones de varios segundos, son elementos de gran ayuda en la observación. En la oposición perihélica del año 2003 Fobos y Deimos han sido capturados con telescopios de 203 mm de diámetro dotados de cámaras CCD y máscara hexagonal sobre el objetivo.

### Tránsitos solares

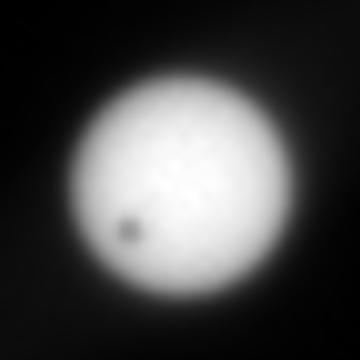
Deimos transita el Sol – visto por el rover de Marte Opportunity (4 de marzo de 2004)

Deimos regularmente pasa frente al Sol como se ve desde Marte. Es demasiado pequeño para causar un eclipse total, apareciendo solo como un pequeño punto negro moviéndose a través del Sol. Su diámetro angular es sólo unas 2,5 veces el diámetro angular de Venus durante un tránsito de Venus desde la Tierra. El 4 de marzo de 2004, un tránsito de Deimos fue fotografiado por el rover de Marte Opportunity, y el 13 de marzo de 2004 un tránsito fue fotografiado por el rover Spirit.

## Origen
Se desconoce el origen del satélite marciano y su hipótesis es controvertida. La teoría principal es que se forman por captura o acreción.[cita requerida] Dado que la composición es similar a los asteroides de tipo C o D, una hipótesis es que los satélites pueden ser objetos capturados del cinturón de asteroides en órbitas de Marte que han sido atrapados por la resistencia atmosférica o las corrientes de marea porque la captura requiere energía. La atmósfera marciana actual es demasiado delgada para capturar objetos del tamaño de Fobos mediante el frenado atmosférico. Geoffrey Landisha señaló que si el objeto original es un asteroide binario separado debido a las fuerzas de las mareas, la captura puede ocurrir.

## Deimos en la cultura popular

Órbita de Fobos y Deimos alrededor de Marte.

En el libro Los viajes de Gulliver Jonathan Swift describe el gran conocimiento astronómico existentes en el imaginario país de Laputa. Uno de los pasajes pareciera adivinar la existencia de las dos lunas marcianas: 

«Asimismo han descubierto dos estrellas menores o satélites que giran alrededor de Marte, de las cuales la interior dista del centro del planeta primario exactamente tres diámetros de este, y la exterior, cinco; la primera hace una revolución en el espacio de diez horas, y la última, en veintiuna y media; así que los cuadros de sus tiempos periódicos están casi en igual proporción que los cubos de su distancia del centro de Marte, lo que evidentemente indica que están sometidas a la misma ley de gravitación que gobierna los demás cuerpos celestes».
Jonathan Swift, Los viajes de Gulliver, 1726

Voltaire (1694-1778) también mencionó a los dos satélites de Marte en su obra Micromegas, un cuento publicado en 1752 que describe a un ser originario de un planeta de la estrella Sirio, y de su compañero del planeta Saturno.

«...A salir de Júpiter atravesaron un espacio de cerca de cien millones de leguas, y costearon el planeta Marte, el cual, como todos saben es cinco veces más pequeño que nuestro glóbulo, y vieron dos lunas que sirven a este planeta y no han podido descubrir nuestros astrónomos».
Voltaire, Micromegas, 1752

Debido a estas coincidencias, los dos mayores cráteres en Deimos (de unos 3 km de diámetro cada uno) fueron bautizados como "Swift" y "Voltaire".